# Molybdenit
Molybdenit (Hjelm, 1782), chemický vzorec MoS2 (sulfid molybdenu), je šesterečný minerál. Název pochází z řeckého μόλυβδος (mólybdos) = obsahující olovo, neboť byl používán pro svoji měkkost jako olůvko na psaní. Systematické zařazení podle Strunze je 2/D.25-10 .
Jde o nejvýznamnější rudu, z níž se získává molybden.

## Vznik
Molybdenit vzniká hlavně za vyšších teplot na hydrotermálních žilách, znám je z pegmatitů, zejména žulových, z kontaktních skarnů, významná je jeho přítomnost na ložiskách porfyrových rud Cu-Mo v monzonitech, granodioritech a jejich výlevných ekvivalentech. Vyskytuje se však i v sedimentech - bitumenové Cu břidlice (SRN) či triasové pískovce (JAR). Vzácně se vyskytuje v meteoritech.

## Vlastnosti
- Fyzikální vlastnosti: tvrdost 1-1,5 (Mo), hustota 4,62 – 4,73 g/cm3. Je ohebný, nikoli však elastický, dá se dobře krájet nožem, je dobrým vodičem elektřiny. Štěpnost je dokonalá podle {0001}. Je nemagnetický a není radioaktivní.

- Optické vlastnosti: Barvy je šedé, olověně šedé, černé, silný kovový lesk. Je opakní, silně anizotropní a má silný pleochroismus, není luminiscenční. Vryp je zelenavě, modravě či tmavě šedý.

- Chemické vlastnosti: Složení: 59,94 % Mo, 40,06 % S, příměsi Re, Ag, Au. Na uhlí dává nálet MoO3.

### Morfologie a krystalografie
Tvoří tabulkovité, soudečkovité krystaly, převažují však lístečky či šupinky, bývá masívní či jako vtroušeniny v základní hmotě horniny.
Molybdenit krystaluje v hexagonální soustavě - dihexagonální dipyramida 6/m 2/m 2/m, grupa P 63/mmc, tvoří dva polytypy - 2H a 3R. Rozměry buňky: a=3,16, c=12,3, Z=2, u polytypu 3R a=3,16, c=18,3,Z=3.

## Příbuzné minerály
Molybdenit je příbuzný několika méně obvyklým minerálům: kalaveritu, berndtitu, melonitu, jordisitu a tungstenitu.
Podobnými známějšími minerály jsou grafit a spekularit.

## Parageneze

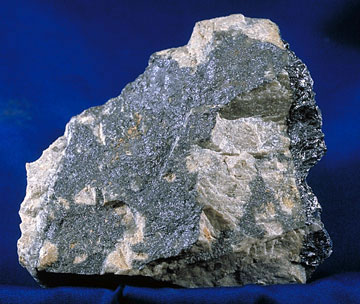
Molybdenit

V pegmatitech s allanitem-(Ce), berylem, na křemeni, na porfyrových ložiskách s chalkopyritem, topazem, fluoritem, wolframitem, greisenová ložiska s uraninitem, scheelitem, bismutem, bismutinem, zlatem, kasiteritem, křemenné žíly s uraninitem, tennantitem a dalšími sulfidy

## Získávání
Produkt při těžbě porfyrových ložisek mědi a molybdenu, ať již povrchové či důlní, ložiska v pegmatitech, žulách, bitumenových Cu břidlicích, vedlejší produkt při těžbě Sn-W a Sn-Cu rud.

## Využití
Ruda molybdenu – využití v ocelářském průmysl jako legující přísada do oceli, dále v elektronice a v chemickém průmyslu.

### Naleziště
- Česko
  - Ruprechtice
  - Vidnava
  - Černá Hora
  - Skalsko
  - Hůrky u Čisté
  - Krupka
  - Horní Slavkov
  - Telnice
  - Cínovec
  - Hůrky u Nové Bystřice

- Slovensko
  - Ťahanovce
  - Novoveská Huťa
  - Kokava nad Rimavicou
  - Malé Železné

- Evropa
  - Clarté, Montbelleux Francie
  - Mangualda Portugalsko
  - Banát Rumunsko

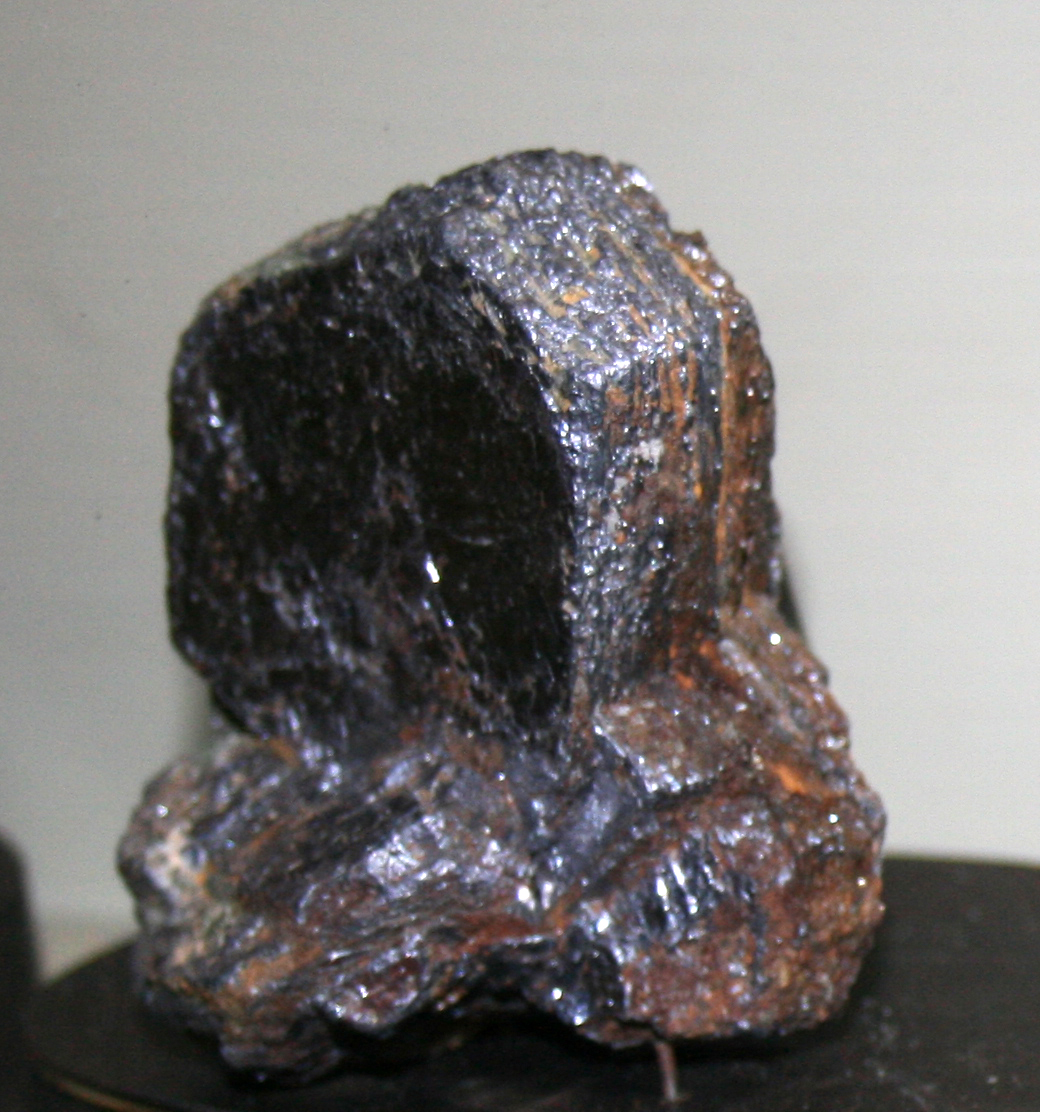
Molybdenit ze sbírek Národního muzea Praha, původ - Kanada

  - Brevik, Arendal, Raad, Vennesla, Knabenheim Norsko
  - Kladnica Bulharsko
  - Altenberg, Ehrenfriedersdorf, Mansfeld Německo
  - Cornwall Anglie

- Afrika
  - Azegour Maroko
  - Transvaal, Natal Jihoafrická republika

- Asie
  - Hirase mine, Yamata mine (polytyp 3R), Japonsko
  - Wolak mine Jižní Korea
  - Kadžaran, Arménie

- Austrálie - Allies, Nový Jižní Wales (revír Deepwater, Glenn Innes), Queensland

- Amerika
  - USA - Empir, Lake Co. (Colorado), Pine Creek (Kalifornie), Crown Point mine (Washington), Frankford quarry (Philadelfie), Bingham (Utah), Con mine (Yukon, 3R)
  - Kanada - Pontiac Co. (Quebec), Texada (Britská Kolumbie), Mont Saint-Hilaire (3R)
  - Mexiko – Canana (Sonora)